# Gerard Markey
Gerard Markey (Bulskamp, 14 mei 1926 - 12 mei 1998) was een Belgisch volksvertegenwoordiger.

## Levensloop
Gerard Markey, zoon van Marcel Markey en van Adrienne Bailleul, was beroepshalve landbouwer. Hij trouwde in 1951 met Paula Vande Walle, bestuurslid van de Boerinnenbond, en ze kregen twee zoons.
Hij werd voor de CVP van 1958 tot 1964 gemeenteraadslid in Bulskamp. Hij werd vervolgens van 1971 tot 1977 voorzitter van het OCMW van Veurne. Ook was hij van 1962 tot 1971 provincieraadslid van West-Vlaanderen. Markey was secretaris van de provincieraad.
In december 1971 werd hij verkozen tot lid van de Kamer van volksvertegenwoordigers voor het arrondissement Oostende-Diksmuide-Veurne. Hij vervulde dit mandaat tot in maart 1974. In de periode december 1971-maart 1974 had hij als gevolg van het toen bestaande dubbelmandaat ook zitting in de Cultuurraad voor de Nederlandse Cultuurgemeenschap, die op 7 december 1971 werd geïnstalleerd en de verre voorloper is van het Vlaams Parlement.
Hij was verder ook nog voorzitter van de Boerengilde in Bulskamp, voorzitter van het Verbond van Boerengilden van het gewest Veurne, lid van de Bondsraad van de Belgische Boerenbond, lid van de beheerraad van de sociale huisvestingsmaatschappij in Veurne en lid van het Jeugdbeschermingscomité in Veurne.